# Jaume Picas i Guiu
Jaume Picas i Guiu (* 1921 in Barcelona; † 1976 ebenda) war ein katalanischer Schriftsteller sowie Förderer der katalanischen Sprache und Kultur während der Zeit des Franco-Regimes. Als vielseitige Persönlichkeit war er im Bereich des Rundfunks und des Fernsehens kulturell als Musik- und Filmmoderator und -kritiker aktiv. Er erkannte früh, dass die katalanische Sprache und Kultur nur oder vor allem über die Medien Rundfunk und Fernsehen revitalisiert werden konnte.

## Leben und Werk
Jaume Picas nahm zunächst ein Studium der Literaturwissenschaft auf, brach dieses ab und schloss sich im Spanischen Bürgerkrieg der republikanischen Armee an. Er ging mit 17 Jahren ins Exil nach Montpellier, wo er Kunstgeschichte studierte. Er kehrte 1941 nach Katalonien zurück. Er studierte dann Rechtswissenschaften.
Er engagierte sich intensiv im kulturellen Widerstand gegen das Franco-Regime. 
Er war an der Gründung von Esbart Verdaguer beteiligt, einer künstlerischen Organisation, die sich der Wiederbelebung und Verbreitung von Tanz- und Volkstraditionen in Katalonien und den katalanischen Ländern verpflichtete. Er war Mitglied der Comissió Abat Oliba („Abt Oliba Kommission“), die von Kloster Montserrat ausgehend bürgerliche Netzwerke in ganz Katalonien wieder zu etablieren suchte. Jaume Picas trug so zur Wiederbegründung der sozialistischen Bewegung in Katalonien bei.
Jaume Picas schrieb das Libretto für die Oper Amunt! des Komponisten Joan Altisent, die 1958 am Liceu uraufgeführt wurde. Er schrieb zahlreiche Liedtexte für Künstler aus dem Umfeld der Nova Cançó Catalana. In diesem Kontext schrieb er Texte für die Gruppe La Trinca oder adaptierte Liedtexte aus der englischen und französischen Sprache für Núria Feliu. Er brachte unter anderem die Komödie La Innocència jeu al sofà (1967, „Die Unschuld liegt auf der Couch“) zur Uraufführung und veröffentlichte die gesellschaftskritischen Romane Un gran cotxe negre (1968, „Ein großes schwarzes Auto“) und Tren de matinada (1968, „Der Morgenzug“). Aus letzterem Roman entstand der Film Paraules d'amor („Worte der Liebe“) von Antoni Ribas (Regie) mit Joan Manuel Serrat basiert. Auf Wunsch des ehemaligen Präsidenten des FC Barcelona Agustí Montal schrieb Jaume Picas zusammen mit seinem Schriftstellerkollegen Josep Maria Espinàs den Text der Hymne dieses Vereins El Cant del Barça, die der Komponist Manuel Valls vertonte.